# Nothria exigua
Nothria exigua är en ringmaskart som beskrevs av Shisko 1982. Nothria exigua ingår i släktet Nothria och familjen Onuphidae. Inga underarter finns listade i Catalogue of Life.